# 프린세스 메이커 4
《프린세스 메이커 4》는 2005년 9월 1일 제넥스에서 플레이스테이션2용으로 발매되었다. 본래 현대의 일본을 배경으로 제작될 예정이었으나 원화를 담당하는 아카이 다카미가 가이낙스와의 갈등으로 인하여 손을 떼면서 텐히로 나오토의 작화로 바뀌어서 판타지 세계를 배경으로 출시되었다. 마족과 결혼한 연인의 아이를 자신의 아이로 키운다는 내용으로 기본적인 시스템은 2와 유사하다. 자문 역할로는 큐브가 다시 등장한다. 또한 4에서만 나오는 2의 무사수행에 비견되는 '외출' 시스템이 등장하며, 한국에서는 같은 해 5월 25일 일본보다 앞서서 윈도판으로 발매되었으며, 예약판매된 한정판이 6분만에 전량 소진되기도 하였다. 딸의 성우는 미즈키 나나, 큐브의 성우는 사에키 토모가 담당하였다. 윈도, PSP, 휴대폰(메가 어플리·256k 어플리)판, EZ어플리(BREW)판으로도 발매되었다.
또한 닌텐도 DS 버전은 스폐셜 에디션으로 발매되었고 한국에서는 음성까지 포함한 완전한글화로 출시하였다.

## 등장 인물

### 친구들
- 리제 톨버즈 (성우 - 카와스미 아야코)
- 크리스티나 오하라 노더리 (성우 - 쿠기미야 리에)
- 마리 스톨만 (성우 - 야마모토 마리아)
- 카렌 마쥬 (성우 - 토도 마리)

### 인간계
- 샤를 (성우 - 사쿠라이 타카히로)
- 크라이스 (성우 - 이즈미 쇼지)
- 오스왈드

### 마계
- 큐브 (성우 - 사에키 토모)
- 리 (성우 - 코바야시 유미코)
- 바로아 (성우 - 타카하시 히로키)
- 다이쿤 (성우 - 와카모토 노리오)
- 이자벨 (성우 - 미즈노 리사)
- 그레이튼
- 가랜드